# Aérodrome de Til-Châtel
L’aérodrome de Til-Châtel (code OACI : LFET) est un aérodrome ouvert à la circulation aérienne publique (CAP), situé à 2 km au nord-est de Til-Châtel dans la Côte-d'Or (région Bourgogne-Franche-Comté, France).
Il est utilisé pour la pratique d’activités de loisirs et de tourisme (aviation légère et aéromodélisme).

## Histoire

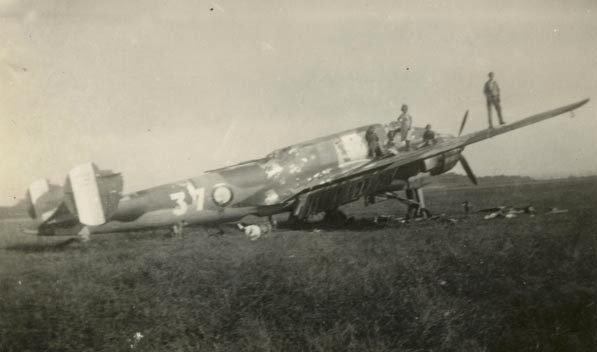
Un LeO 145 abandonné après une mission à Til-Châtel.

Ouverte en 1938, la plateforme de Til-Châtel à servi durant la Seconde Guerre mondiale. Elle était la base arrière des attaques françaises sur la Ruhr en mai 1940. Les 8 et 10 juin 1940, un raid aérien allemand fait pleuvoir les bombes sur le terrain, détruisant une grande partie des pistes ainsi que trois des dix-sept LeO 451 qui y étaient stationnés. La plateforme de 104 ha sera abandonnée durant l'Occupation et laissé à l'état de ruines jusqu'en 1966, lorsque le district de Longvic donnera son usage publique au lieu. 
L'histoire de l'aérodrome est intimement liée à la SEB qui fut à l'origine de la demande de réhabilitation du terrain. Ils défrichent, rebouchent et préparent dès 1964 l'aérodrome dans le but d'accueillir leur avion publicitaire appelé "Cocotte". 
Fondé en 1964, l'Aéroculb du Val d'Is s'installe sur le terrain et construira au fil des années plusieurs hangars et bâtiments pour développer son activité. Le club compte aujourd'hui près de 160 membres et sept appareils pour environ 2000 heures de vol réalisées chaque année.
L'aérodrome est la propriété de la communauté de communes des Vallées de la Tille et de l'Ignon depuis le 27 novembre 2006 et le transfert par l'État des aérodromes civils aux collectivités locales.

## Installations
L’aérodrome dispose de deux pistes en herbe :
- une piste orientée sud-nord (01/19) longue de 1 050 m et large de 100 ;
- une piste orientée est-ouest (11/29) longue de 1 040 m et large de 60.

L’aérodrome n’est pas contrôlé. Les communications s’effectuent en auto-information sur la fréquence de 120,060 MHz.
S’y ajoutent :
- une aire de stationnement ;
- des hangars ;
- une station d’avitaillement en carburant (100LL) et en lubrifiant[2].

## Activités
- Aéroclub du val d’Is
- Vol à Til
- Val Is Aéro Modèles Club (VIAMC) : aéromodélisme